# Imogen Holst
Imogen Claire Holst, OBE (12 april 1907 - 9 maart 1984) was een Brits componiste, dirigente en musicologe. Ze was de dochter van componist Gustav Holst en groeide op in Londen, waar haar vader werkzaam was. Haar carrière als concertpianiste werd bemoeilijkt door een flebitis.
In 1926 begon zij haar studie compositie bij onder anderen Gordon Jacob en Ralph Vaughan Williams. Van 1952 tot 1964 was Holst de muzikale assistente van Benjamin Britten. Van 1956 tot 1977 was ze artistiek directeur van het Aldeburgh Festival. Holst won verschillende prijzen voor haar composities.
Holst stelde in 1974 de Thematic Catalogue of Gustav Holst's Music samen en publiceerde diverse boeken over haar vader en een aantal andere componisten, zoals Johann Sebastian Bach, William Byrd en Benjamin Britten.
- Biblioteca Nacional de España: XX972339
- Bibliothèque nationale de France: cb13957702g (data)
- Catàleg d'autoritats de noms i títols de Catalunya: 981058513043506706
- CiNii: DA02194702
- Gemeinsame Normdatei: 118863754
- International Standard Name Identifier: 0000 0001 0933 3854
- Library of Congress Control Number: n50032601
- Nationale Bibliotheek van Letland: 000116867
- MusicBrainz: 978a4b55-809f-4007-b210-6d1ac875df70
- Bibliotheek van het Japanse parlement: 00443667
- Nationale Bibliotheek van Tsjechië: jo2002159902
- Nationale bibliotheek van Australië: 35721493
- Nationale Bibliotheek van Israël: 987007601413005171
- Nederlandse Thesaurus van Auteursnamen: 067788890
- LIBRIS: 311776
- SNAC: w6jh46wm
- Système universitaire de documentation: 15650670X
- Trove: 1057911
- Virtual International Authority File: 109539385
- WorldCat: E39PBJhhqWVm9mkRqBGpGWKDbd